# Malabo Kings FC
Malabo Kings FC era un club de fútbol femenino de Guinea Ecuatorial con sede en Malabo, la capital del país. Consistía en un equipo sénior profesional que jugaba en la Primera División femenina ecuatoguineana, la máxima categoría femenina del fútbol de Guinea Ecuatorial. Estaba afiliado al Malabo Kings BC, un equipo de baloncesto masculino, y al Futuro Kings, un equipo de fútbol masculino con sede en Mongomo que jugaba en la Liga Nacional de Fútbol.
El Malabo Kings ha ganado la Primera División en 2018-19. En 2021, fue seleccionado como representante de Guinea Ecuatorial en la fase de clasificación de la UNIFFAC, que ganó tras imponerse al club FCF Amani de la República Democrática del Congo por un solitario gol en la final, y se clasificó para la edición inaugural de 2021 de la Liga de Campeones Femenina de la CAF.

## Honores
| Tipo        | Competencia                                                  | Títulos | Temporadas ganadoras      | Subcampeones |
| ----------- | ------------------------------------------------------------ | ------- | ------------------------- | ------------ |
| Doméstico   | Primera división Ecuatoguineana femenina                     | 3       | 2018–19, 2020–21, 2021–22 | 2022-23      |
| Doméstico   | Copa de la Primera dama de la Nación                         | 3       | 2019, 2022, 2023          |              |
| Continental | Clasificatorios de la Liga de Campeones Femenina UNIFFAC-CAF | 1       | 2021                      |              |